# عيد بن عواض الشلوي
الفريق الركن عيد بن عواض بن عيد الشلوي قائد  القيادة العسكرية الموحدة لدول مجلس التعاون.